# ميهايلا بوزارنيسكو
ميهايلا بوزارنيسكو (بالرومانية: Mihaela Buzărnescu)‏ هي لاعبة تنس رومانية ولدت في 4 مايو من عام 1988 في بوخارست، وهي أفضل لاعبة تنس في رومانيا ومن المصنفات سابقا ضمن أفضل 100 لاعبة تنس في العالم.

## وصلات خارجية
- ميهايلا بوزارنيسكو على موقع رابطة محترفات التنس (الإنجليزية)
- ميهايلا بوزارنيسكو على موقع الاتحاد الدولي لكرة المضرب (الإنجليزية)
- ميهايلا بوزارنيسكو على موقع كأس بيلي جين كينغ (الإنجليزية)
- ميهايلا بوزارنيسكو على موقع بطولة ويمبلدون (الإنجليزية)
- ميهايلا بوزارنيسكو على موقع خلاصة التنس.كوم (الإنجليزية)
- ميهايلا بوزارنيسكو على موقع أوليمبيديا (الإنجليزية)